# Empalme (metropolitana di Valencia)
La stazione è stata inaugurata nel 1988 sotto il nome di Ademús per servire la linea 1. La stazione della linea 4 è stata aperta invece nel 1994.
La stazione rimase capolinea della linea 4 fino al 1999, quando venne aperto il tratto che porta la linea alla stazione di TVV.
Empalme è una stazione di interscambio sulle linee 1, 2 e 4 di Metrovalencia. È stata inaugurata l'8 ottobre 1988 come stazione FGV sotto il nome Ademuz, essendo precedentemente esistita come Empalme. Nel 1998 il nome diventa Empalme. Si trova su un lato di Calle Antonio Maura de Burjasot, vicino al Bulevar Norte de Valencia (CV-30). Si trova anche vicino all'autostrada CV-35 che collega Valencia con Ademuz e Benicalap. Non serve un grande centro abitatoma ha la funzione di stazione intermodale tra le linee della metropolitana e del tram.
La stazione dispone di 4 binari per la fermata del treno che forniscono il servizio passeggeri, oltre a un binario per la sezione del tram e un altro che funge da anello per i cambi di direzione.

## Storia
Questa stazione era quella che serviva il raccordo della linea tra Valencia-Pont de Fusta e Líria, a scartamento metrico, con la diramazione che andava a Bétera, entrata in servizio nel 1891. Questa situazione si protrasse fino al 1987, quando la FGV iniziò i lavori per interrare le linee metropolitane di Valencia, quando la stazione divenne una stazione intermodale dove i passeggeri del tratto tra Líria/Bétera ed Empalme dovettero cambiare treno per coprire il tratto tra Empalme e Valencia-Pont de Fusta. Nel 1988, con l'inaugurazione della tratta sotterranea fino a Sant Isidre, la stazione cambiò nome da Empalme ad Ademús e divenne una stazione di passaggio per le linee 1 e 2 della FGV e un capolinea per la linea 4. Quest'ultima è stata chiusa al traffico nel 1991 per essere convertita in una linea tranviaria e riaperta nel 1993 come tale.
Nel 1998 la stazione riacquistò il nome di Empalme e cessò di essere il capolinea della linea 4 di Metrovalencia, che diventò TVV nel 1999. Approfittando dei lavori di estensione del tram, la stazione è stata spostata dal punto di biforcazione delle linee a Líria e Bétera al tronco comune di entrambe.
Con l'estensione della linea 4 fino a Lloma Llarga-Terramelar nel dicembre 2005 e data l'impossibilità di costruire un nuovo anello per fornire servizio sulla tratta tra Empalme e Lloma Llarga-Terramelar, è stata creata la fermata Empalme 2. Questa situazione è stata risolta con l'acquisizione della Serie FGV 4200, un tram a due cabine che dal 2007 si occupa di coprire il tratto tra Empalme e Lloma Llarga-Terramelar della linea 4 e delle linee 6 e 8 del tram Metrovalencia. Con i nuovi tram a doppia cabina S/4200 è venuta meno la necessità di utilizzare l'anello e quindi è stata abolita la fermata dello svincolo 2.